# Cmentarz żydowski w Cieszanowie
Cmentarz żydowski w Cieszanowie – został założony około 1870 i zajmuje powierzchnię 0,8 ha, na której wskutek dewastacji z okresu II wojny światowej nie zachował się żaden nagrobek. 
W latach 80. XX wieku cmentarz został uporządkowany staraniem Fundacji Rodziny Nissenbaumów.